# 호엔촐레른지크마링겐
호엔촐레른지크마링겐가(독일어: Hohenzollern-Sigmaringen, 루마니아어: Hohenzollern-Sigmaringen)는 프로이센의 국왕과 독일 제국의 황제를 배출한 호엔촐레른가의 분가로, 호엔촐레른지크마링겐의 후작과 루마니아 왕국의 국왕을 배출한 가문이다. 2011년에 로므니아 왕가가 명목상의 루마니아 국왕인 미하이 1세에 의해 분리되어 나왔다.

## 역사
1191년에 촐레른의 백작인 프리드리히 3세가 프랑켄 지역으로 세력을 확장하였는데, 이후 그의 영지는 그의 두 아들에게 분할 상속되었다. 따라서 호엔촐레른가는 분가인 프랑켄계(프로이센 왕가)와 본가인 슈바벤계(지크마링겐 가)로 구별되었다.
촐레른 백작 프리드리히 4세는 자신의 뉘른베르크와 호엔촐레른을 물려받았고 동생인 프랑켄계의 콘라트는 프랑켄지역을 중심으로 바이로이트, 안스바흐 등의 지역을 통치하였다. 한편 프리드리히 4세는 자신의 뉘른베르크 영지를 통생 콘라트에게 주고 자신은 호엔촐레른과 독일 남부만을 차지했다.
1415년에는 콘라트의 후손인 프리드리히가 신성로마제국의 황제인 지기스문트에게 충성을 맹세하고 오스만 제국을 격파한 공으로 새로운 영지인 브란덴부르크를 상속받고 브란덴부르크 선제후가 되었으며, 이후 프로이센의 왕위를 획득하였다, 1871년 이후에는 독일 제국의 황제도 겸해 1918년까지 계속되었다.
이와 달리 슈바벤계가 통치하는 독일 남서부의 공국들은 독일 내의 작은 영방(領邦) 국가들로 존재하였고, 1849년에 호엔촐레른지크마링겐과 호엔촐레른헤힝겐 두 공국은 프로이센에 흡수된다. 하지만 호엔촐레른지크마링겐 공국의 마지막 군주 카를 안톤의 차남 카를이 루마니아 왕국의 국왕이 된다. 이 왕조는 1947년에 루마니아에서 스탈린주의자들이 정권을 잡을 때까지 계속되었다.

## 호엔촐레른 백작
- 카를 2세(1576년-1606년), 초대 호엔촐레른 지크마링겐 백작
- 요한(1606년-1623년)

## 호엔촐레른지크마링겐 후작
- 요한 (1623년-1638년)
- 마인라트 1세(1638년-1681년)
- 막시밀리안(1681년-1689년)
- 마인라트 2세(1689년-1715년)
- 요제프 프란츠 에른스트(1715년-1769년)
- 카를 프리드리히(1769년-1785년)
- 안톤 알로이스(1785년-1831년)
- 카를(1831년-1848년)
- 카를 안톤(1848년-1849년)

### 호엔촐레른지크마링겐가 수장
- 카를 안톤 (1849년-1869년)

### 호엔촐레른가 수장
- 카를 안톤 (1869년-1885년)
- 레오폴트 (1885년-1905년)
- 빌헬름 (1905년-1927년)
- 프리드리히 (1927년-1965년)
- 프리드리히 빌헬름 (1965년-2010년)
- 카를 프리드리히 (2010년-)

## 루마니아 국왕
- 카롤 1세 (1881년 ~ 1914년) : 카를 안톤의 차남
- 페르디난드 1세 (1914년 ~ 1927년) : 카롤 1세의 형 레오폴트의 차남
- 미하이 1세 (1927년 ~ 1930년) : 카롤 2세가 돌아와 국왕에 즉위해 왕세자가 되면서 퇴위.
- 카롤 2세 (1930년 ~ 1940년)
- 미하이 1세 (1940년 ~ 1947년) : 카롤 2세의 독재 정치가 끝나자 다시 왕이 된다.

#### 루마니아 왕가의 수장
- 미하이 1세 (1947년 ~ 2017년) : 루마니아 군주제 폐지
- 마르가레타 (2017년 ~ 현재)

## 같이 보기
- 호엔촐레른가
- 지크마링겐